# Iain Banks
Iain Banks (16. veljače 1954. – 9. lipnja 2013.) bio je škotski književnik.

## Djela

### Romani kao Iain Banks
- The Wasp Factory (1984.)
- Walking on Glass (1985.)
- The Bridge (1986.)
- Espedair Street (1987.)
- Canal Dreams (1989.)
- The Crow Road (1992.)
- Complicity (1993.)
- Whit (1995.)
- A Song of Stone (1997.)
- The Business (1999.)
- Dead Air (2002.)
- The Steep Approach to Garbadale (2007.)
- Transition (2009.)
- Stonemouth (2012.)
- The Quarry (2013.)

### Romani kao Iain M. Banks
- Consider Phlebas (1987.)
- The Player of Games (1988.)
- Use of Weapons (1990.)
- Against a Dark Background (1993.)
- Feersum Endjinn (1994.)
- Excession (1996.)
- Inversions (1998.)
- Look to Windward (2000.)
- The Algebraist (2004.)
- Matter (2008.)
- Surface Detail (2010.)
- The Hydrogen Sonata (2012.)

## Vanjske poveznice

### Sestrinski projekti
|  | Zajednički poslužitelj ima stranicu o temi Iain M. Banks |
|  | Zajednički poslužitelj ima još gradiva o temi Iain Banks |